# Santa Teresinha (Paraíba)
Pour les articles homonymes, voir Santa Teresinha.
Santa Teresinha est une ville brésilienne de l'ouest de l'État de la Paraíba.
Sa population était estimée à 4 644 habitants en 2007. La municipalité s'étend sur 358 km2.